# Jon Kyl

Jon Kyl september 2018.

Jon Llewellyn Kyl [ˈkaɪl], född 25 april 1942 i Oakland, Nebraska, är en amerikansk republikansk politiker.
Kyl var ledamot av USA:s representanthus 1987–1995 och ledamot av USA:s senat från delstaten Arizona 1995–2013. Kyl återvände till senaten från 5 september 2018 till 31 december 2018. Kyl är den första personen som återvänder till senaten via utnämning sedan Norris Cotton år 1975.
Kyl avlade 1964 grundexamen vid University of Arizona och 1966 juristexamen vid samma universitet. Han arbetade som advokat på advokatbyrån Jennings, Strouss and Salmon i Phoenix 1966-1986.
Kongressledamoten Eldon Rudd bestämde sig för att inte kandidera till omval i kongressvalet 1986. Kyl vann valet och efterträdde Rudd som kongressledamot i januari 1987. Kyl omvaldes 1988, 1990 och 1992.
Kyl avgick från senaten den 31 december 2018 och efterträddes av Martha McSally.

## USA:s senat
Senator Dennis DeConcini kandiderade inte till omval i senatsvalet 1994. Kyl vann valet och tillträdde som senator för Arizona 4 januari 1995. Han omvaldes 2000 och 2006.
Den 4 september 2018, meddelades det att Kyl skulle utses av guvernör Doug Ducey för att tjäna i senatssätet som lämnades ledigt genom John McCains död. På en presskonferens, meddelade Kyl att han definitivt inte skulle kandidera för resten av sin mandatperiod i fyllnadsvalet år 2020.

## Politiska positioner
Kyl rankades av National Journal som den fjärde mest konservativa amerikanska senatorn i mars 2007. Dessutom, i april 2006, valdes Kyl av Time som en av "Amerikas 10 bästa senatorer"; tidningen citerade hans framgångsrika ansträngningar bakom scenen som chef för den senat republikanska politiska kommittén.

## Privatliv
Jon Kyl är en presbyterian. Kyl är gift med Caryll Collins. Paret har två barn tillsammans och fyra barnbarn.